# ČT24
ČT 24 è la prima televisione all news della Repubblica Ceca. Trasmette 24h su 24 sul digitale terrestre, via satellite e internet. Ha iniziato a trasmettere il 2 maggio 2005.

## Programmazione
ČT 24 trasmette news 24 ore al giorno, con una edizione telegiornalistica ogni 30 minuti. Alcune edizioni dei telegiornali vengono trasmessi anche su ČT1. Il canale trasmette anche in HD via satellite in formato FTA.